# Chrysoclista
Chrysoclista är ett släkte av fjärilar som beskrevs av Henry Tibbats Stainton 1854. Chrysoclista ingår i familjen märgmalar, Parametriotidae. Enligt Catalogue of Life är tillhörigheten istället familjen Agonoxenidae. Enligt Dyntaxa är Agonoxenidae en äldre Synonym till Parametriotidae.

## Dottertaxa tillChrysoclista, i alfabetisk ordning[1][2]
| Chrysoclista basiflavella  |  |                                    |  |  |
| Chrysoclista bicolorella   |  |                                    |  |  |
| Chrysoclista cambiella     |  |                                    |  |  |
| Chrysoclista flavicaput    |  | (synonym till Spuleria flavicaput) |  |  |
| Chrysoclista hexachrysa    |  |                                    |  |  |
| Chrysoclista hygrophilella |  |                                    |  |  |
| Chrysoclista lathamella    |  | Sälgbrokmal                        |  |  |
| Chrysoclista linneela      |  | Lindbrokmal                        |  |  |
| Chrysoclista monotyla      |  |                                    |  |  |
| Chrysoclista razowskii     |  |                                    |  |  |
| Chrysoclista splendida     |  | Pilbrokmal                         |  |  |
| Chrysoclista thrypsiphila  |  |                                    |  |  |
| Chrysoclista trilychna     |  |                                    |  |  |
| Chrysoclista villella      |  |                                    |  |  |